# Gaston Lavaud
Pour les articles homonymes, voir Lavaud.
Gaston Lavaud, né le 28 février 1900 au Mans (Sarthe) et mort le 26 septembre 1977 à Paris, est un officier général français. Il a exercé les fonctions de chef d'état-major des armées de 1959 à 1961.

## Biographie
Gaston Lavaud est né en 1900 au Mans. Polytechnicien, il est élève de la promotion 1920 normale. Artilleur, il atteint le grade de commandant en 1939 et il participe à l'Organisation de Résistance de l'Armée. Il sert à l'état major général en 1939-1940. En 1951, il est promu général de brigade. Il est chef d'état-major des armées de 1959 à 1961.
Il est nommé en qualité de délégué ministériel pour l'armement (DMA) lorsque le décret du 5 avril 1961 portant création de la DMA est publié.
Gaston Lavaud est mort le 26 septembre 1977. Il est inhumé à Chabris (Indre).

## Grades militaires
- 1921 : sous-lieutenant
- 1923 : lieutenant
- 1930 : capitaine
- 1939 : chef d'escadron
- 1942 : lieutenant-colonel
- 1948* : colonel
- 1951 : général de brigade
- 1956* : général de division
- 1958* : général de corps d'armée
- 1960 : général d'armée

## Distinctions
- Grand officier de la Légion d'honneur
- Croix de guerre 1939-1945
- Croix de la Valeur militaire
- Commandeur de l'ordre du Ouissam alaouite